# El Clan Chan
El Clan Chan es una serie de dibujos animados producida por Hanna-Barbera Productions en 1972, basada en las serie de película del detective chino Charlie Chan (personaje de Earl Derr Biggers) de los años 1930s.
El Sr. Chan (se llama Charlie)  y sus 10 hijos (Henry, Stanley, Suzie, Alan, Anne, Tom, Flip, Nancy, Mimi, Scooter y Chu Chu) deben resolver misterios muy complicados alrededor del mundo. Los hijos de más edad también tienen su propio grupo musical, la cual es interpretada al inicio de cada capítulo. La vocalización del tema fue a cargo del exintegrante de los Archies. La serie llegó a su segunda temporada en 1972.
- Datos: Q3283805